# Brandon, Wisconsin
Brandon är en ort i Fond du Lac County i delstaten Wisconsin i USA. Orten har fått sitt namn efter Brandon i Vermont. Enligt 2020 års folkräkning hade Brandon 882 invånare.